# СТС-Петербург
«СТС-Петербург» — петербургский телеканал. Начал вещание в 1991 году.

## История
СТС в Санкт-Петербурге ведёт свою историю с конца 1991 года, когда под брендом «Шестой канал» началось вещание в метровом диапазоне в Санкт-Петербурге. До 1995 года телеканал вещал с понедельника по субботу, при этом по будням присутствовал достаточно большой перерыв в вещании (с 12—13 до 18 часов).
В первые годы вещания весь эфир состоял из программ и фильмов иностранного производства (чаще всего NBC). В 8:00 и 19:00 транслировались информационные выпуски новостей американского NBC (без перевода на русский), в 21:00 — уже британского ITN с переводом. На «Шестом канале» также транслировались программы немецкого Deutsche Welle. Перевод программ телекомпания осуществляла на собственной базе. Именно на этом канале начали карьеру телеведущих Оксана Пушкина, Сергей Рост и Дмитрий Нагиев.
До 1 декабря 1996 года «Шестой канал» осуществлял и спутниковое вещание. Спутниковый эфир телеканала ретранслировала московская телекомпания AMTV. Программы «Шестого канала» можно было увидеть в 21 российском городе — Екатеринбурге («51 канал»), Ижевске («Телеинформ»), Казани («Канал-6»), Костроме («Логос»), Краснодаре («Синтез-ТВ»), Красноярске («Афонтово»), Липецке («Олимп»), Москве («AMTV»), Нижнем Новгороде («Ника-ТВ»), Новгороде («Монолит»), Новосибирске («Телестанция „Мир“»), Омске («Зодиак»), Орле («Зенит-ТВ»), Перми («TV Maxima»), Петрозаводске («Ника плюс»), Ростове-на-Дону («Пульс»), Самаре («Волга-ТВ»), Севастополе («СТВ»), Ставрополе («Модем»), Тамбове («Олимп-26»), Тюмени («Параллакс»).
В 1996 году «Шестой канал» и ряд других крупных вещателей из различных регионов России объединились в телеканал «СТС». Он участвует в сетевом проекте, ретранслируя «СТС», в то же время производя собственные программы.
В 2003 году телеканал влился в сеть «СТС» окончательно, сбросив старый бренд.

## Собственные программы
- Новости. Ведущие: Алексей Фалилеев, Наталья Куликова (1996—2002)
- Деловой Петербург (1996—2002)
- Осторожно, модерн! В ролях: Дмитрий Нагиев, Сергей Рост (1996—1998)
- Демо. Ведущий: Викентий Дав (1996—1997, 1999—2002) (позже на Культуре и СТС-Москва)
- Камыши (конец 90-х)
- Игродром (конец 90-х — 2001)
- Петербургский гурмэ (позже на «Культуре»)
- Танцкласс. Ведущие: Владимир Леншин, Александр Карпухов[4] (конец 90-х)
- Фаркоп. Ведущий: Владимир Андриенко (конец 90-х)
- Мир компьютера/PRO компьютер. Ведущие: Владимир Богданов, Александр Строев (1998—2005)
- Зенит-98, −99, -XXI. Ведущий: Леонид Генусов (1998—2001)
- Дежурная часть. Питер. Ведущий: Юлиан Макаров (1997—2000)
- Арсенал. Ведущие: Михаил Пореченков и Андрей Краско (1998—2001, позже на «ДТВ-Viasat»)
- Коллекция приключений. Ведущие: Михаил Пореченков (1-16 выпуски), Дмитрий Нагиев (с 17 выпуска)[5] (2001)
- Ночной странник.(2001—2005) Ведущий: Сергей Елгазин.
- Медкомиссия. Ведущая: Надежда Лаптева (2003)
- Ночной странник+ (2004—2006)
- Детали, Утро в детялях.  Ведущиe: Юлиан Макаров, Алексей Фалилеев, Сергей Елгазин, Анна Борисова, Саша Емельянова (2004—2005)
- Питерский футбол (2005)
- Истории в деталях. Ведущие: Сергей Елгазин, Даша Александрова, Анна Борисова (2005 — март 2009)
- Холодильник и другие (2005)
- Жизнь со вкусом. Ведущие: Полина Фомина, Дмитрий Корзаков (2006)

## Логотип
- С 30 декабря 1991 по март 2002 года логотипом была цифра «6» из 12 чёрно-белых лепестков. Находился в правом нижнем углу.
- С марта 2002 по 31 марта 2003 года[6] цифра «6» находилась на ленте, которая обвязывала логотип СТС.
- С 1 апреля 2003 года[6] по 12 августа 2009 года логотип был аналогичен обычным версиям регионального логотипа СТС, только вместо логотипа Шестого канала в полосе располагалась надпись «Петербург».
- С 13 августа 2009 года собственный логотип в эфире не появляется.
- В 2012—2017 годах под логотипом (позже — в правом нижнем углу) находилась плашка, которая показывала время, температуру воздуха и давление, также отсутствовала прозрачность у логотипа и он спокойно мог появляться во время местной рекламы.

## Руководители

### Генеральные директора
- Александр Филиппов (1991—2000)
- Виктор Машенджинов (2000—2006)[7]
- Максим Поляков (2006—2009)[8]
- Владимир Лопашёв (2009—2011)[9]
- Алексей Козлов (2011—2021)[10]